# El Economista
El Economista ist eine 1989 gegründete mexikanische Wirtschaftszeitung.
Die Zeitung erscheint mit fünf Ausgaben die Woche täglich von Montag bis Freitag.
Zu den Redakteuren gehören unter anderem Ricardo Medina, Maricarmen Cortés, Luis Mercado und Isaac Katz.